# Шагалов, Александр Юдинович
Александр Юдинович Шагалов — советский химик, лауреат Сталинской премии (1951).
Родился в 1904 году.
С начала 1930-х до конца 1970-х гг. работал в Государственном институте прикладной химии (ГИПХ), старший научный сотрудник.
Начиная с 5 ноября 1944 г. какое-то время по совместительству работал в Библиотеке Академии наук главным библиотекарем на половинный рабочий день в отдел систематизации и информации и консультантом по разделу химии.
Сталинская премия 1951 года (в составе коллектива) — за разработку нового промышленного метода получения уксусного ангидрида и уксусной кислоты.
Соавтор нескольких изобретений. Автор изобретения: Способ получения хлористого винила, отличающийся тем, что к газам, полученным после пропускания дихлорэтана при повышенных температурах над катализаторами процесса отщепления хлористого водорода, добавляют ацетилен и полученную смесь газов пропускают над катализаторами.